# Δ-トコフェロール
δ-トコフェロール (δ-Tocopherol) は化学化合物の1種であり、ビタミンEとして扱われる。食品添加物としてE番号 E309 が与えられている。